# Rahmen (Bauwesen)

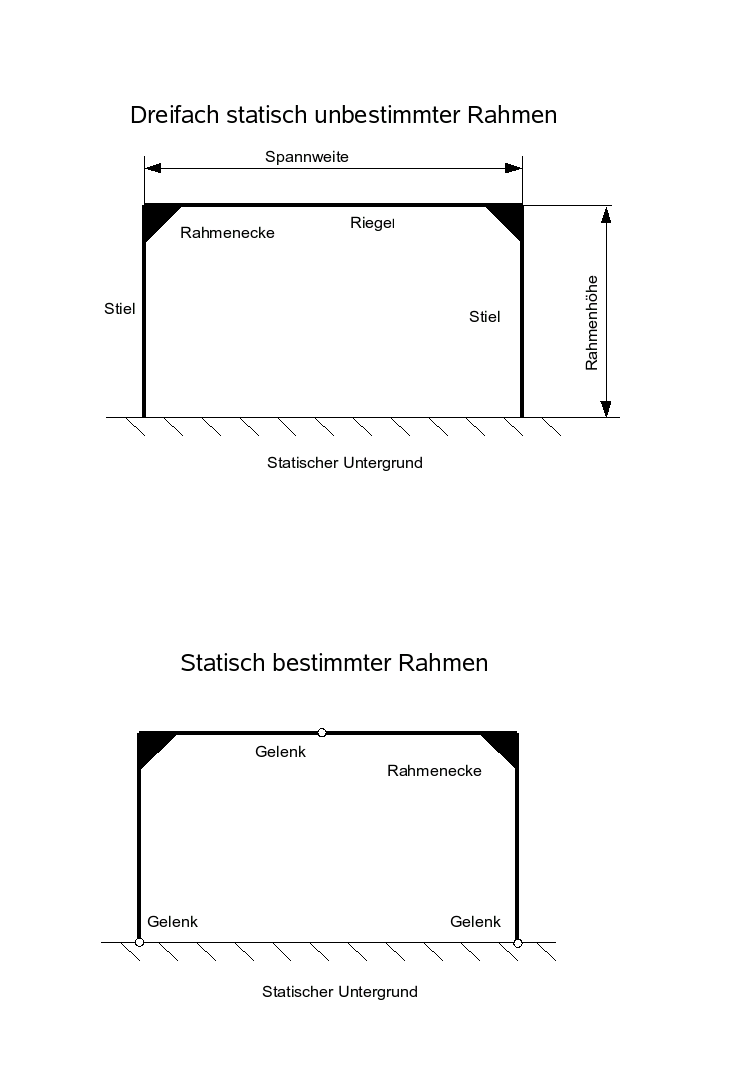
Oben statisch unbestimmter Rahmen, unten statisch bestimmter Dreigelenkrahmen

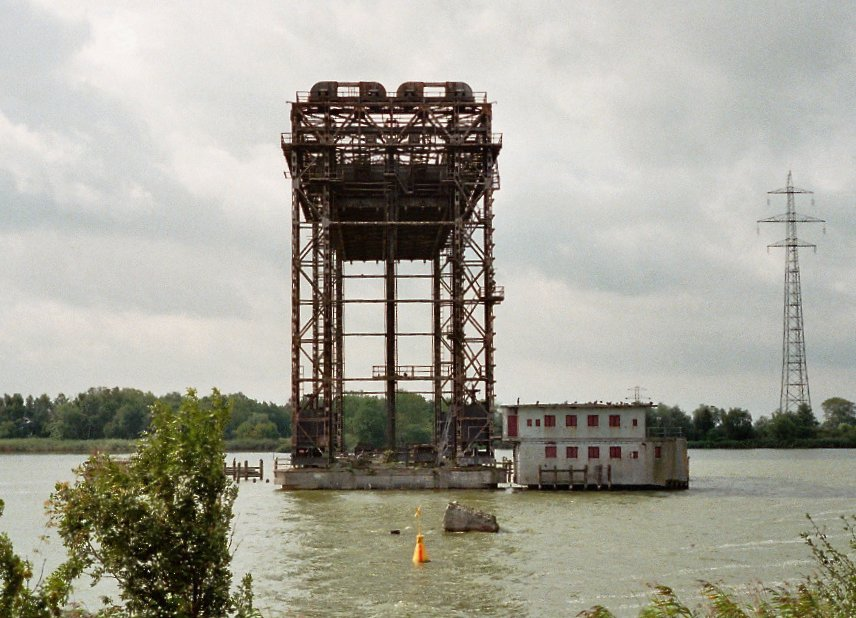
Ausgeführter Rahmen einer Hubbrücke

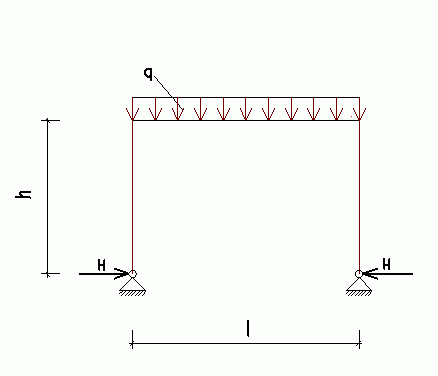
2-Gelenk-Rahmen, statisch unbestimmt

Als Rahmen bezeichnet man in der Baustatik eine idealisierte Konstruktion, die sich aus biegebeanspruchten Stäben (also eigentlich "Balken") zusammensetzt (ein Stabzug). Wenigstens einer der Stäbe muss dabei eingespannt oder mit dem benachbarten Stab über einen biegesteifen Knoten verbunden sein, um eine belastbare Gesamtkonstruktion zu erhalten.
Im Standardfall hat ein Rahmen eine viereckige Ansicht und besteht aus zwei senkrechten Rahmenstäben (Stiele oder Pfosten) sowie einem waagerechten Riegel. Die Stiele können unten eingespannt sein (oberes Bild) oder gelenkig gelagert sein (einfach statisch unbestimmter Zweigelenkrahmen). Die Rahmenecken können je nach Ausführung als biegesteif, biegeweich oder als gelenkig angenommen werden. Mehrere Rahmen können ähnlich wie beim Stabwerk (Technische Mechanik) zu einer komplexeren Struktur zusammengesetzt werden. Bei einem Stockwerkrahmen sitzen mehrere gleichförmige Rahmen übereinander.
Im Gegensatz zum Rahmen kommt ein Fachwerkträger ohne biegesteife Stäbe und Knoten aus, benötigt meist aber zusätzliche Stäbe, um aussteifende Stabdreiecke zu bilden.
Als Sonderfall können die Stiele und Riegel eines Rahmens auch als Fachwerkträger ausgebildet sein. Wenn der Fachwerkträger um die Ecken des Rahmens herumläuft, so bildet dieser biegesteife Eckknoten aus.
Biegesteife Knoten können im Gegensatz zu Gelenken nicht nur Normal- und Querkräfte, sondern auch Biegemomente sowie gegebenenfalls Torsionsmomente übertragen.
Wenn ein Rahmen neben Stäben auch scheibenförmige Bauteile enthält, kann er unter Umständen als Flächentragwerk angesehen werden.
Die klassische Methode zur Bestimmung der Schnittreaktionen eines Rahmens ist das Prinzip der virtuellen Leistung (z. B. Prinzip der virtuellen Kräfte), hinzu kommen noch die iterativen Methoden von Kani und Cross. In neuerer Zeit werden Rahmen auch mit der Finite-Elemente-Methode berechnet. Auch ein Vierendeelträger wird durch das statische Modell des Rahmens beschrieben.
Im weitesten Sinne können auch Bögen als Rahmen angesehen werden. Ein Beispiel ist der dreifach statisch unbestimmt gelagerte Bogen der Müngstener Brücke.